# Hora estándar

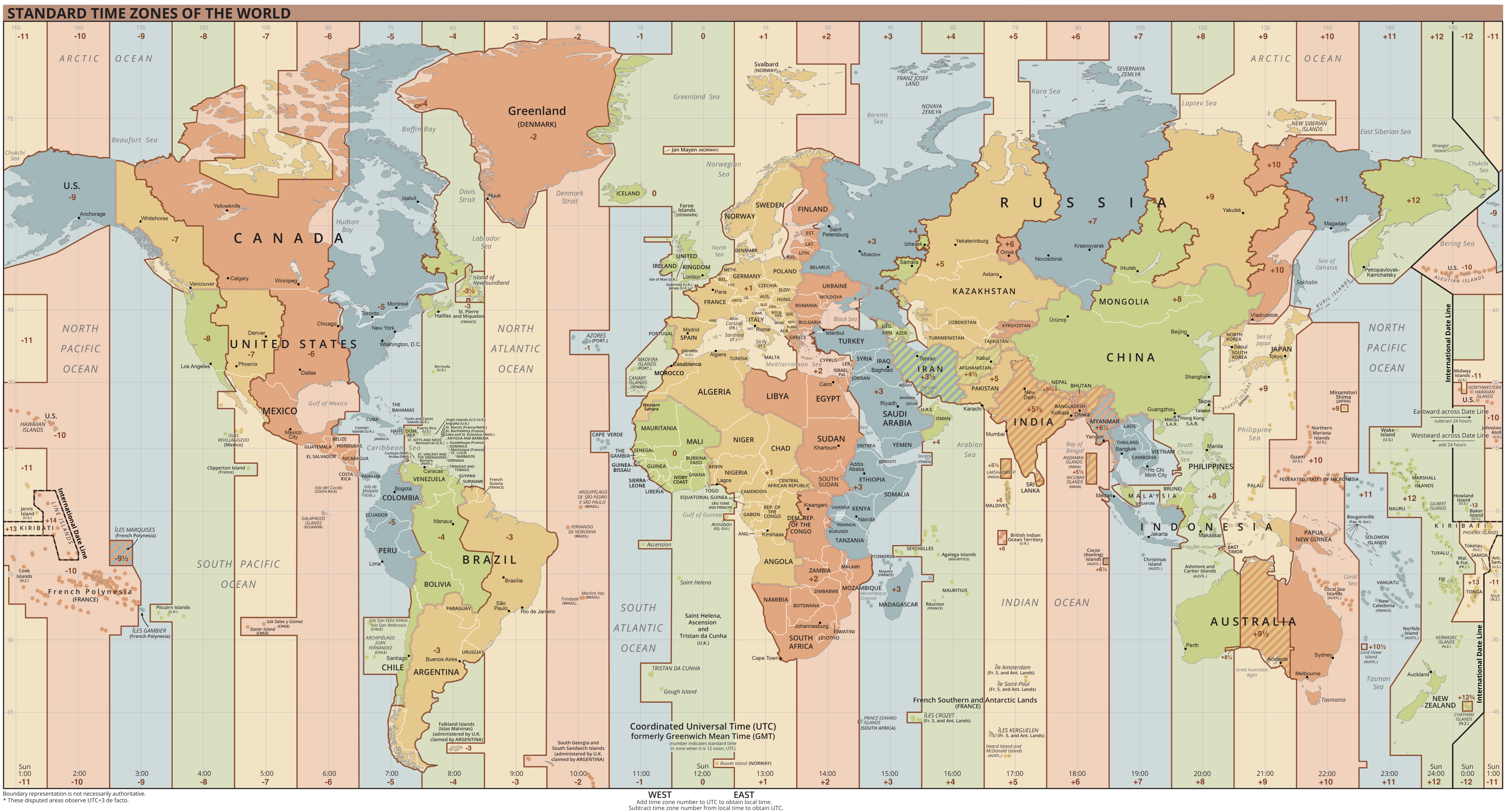
Zonas horarias mundiales en la actualidad

La hora estándar o tiempo estándar es la sincronización de los relojes de una región geográfica con una única norma horaria, en lugar de una norma de hora media local. Generalmente, la hora estándar coincide con la hora media local en algún meridiano que pasa por la región, a menudo cerca del centro de la misma. Históricamente, la hora estándar se estableció durante el siglo XIX para ayudar a la previsión meteorológica y a los viajes en tren. Aplicada globalmente en el siglo XX, las regiones geográficas se convirtieron en zonas horarias. La hora estándar de cada zona horaria se ha definido como un desplazamiento del Tiempo Universal. En las regiones con horario de verano se aplica un desfase adicional durante parte del año.
La adopción de la hora estándar, debido a la inseparable correspondencia entre la hora y la longitud, consolidó el concepto de dividir el globo en un este y un hemisferio occidental, con un primer meridiano que sustituye a los varios primeros meridianos que se utilizaban anteriormente.
- Datos: Q1777301